# Irmino
Irmino (în ucraineană Ірміно) este un oraș raional din orașul regional Kadiivka, regiunea Luhansk, Ucraina. În afara localității principale, nu cuprinde și alte sate. Populație: Format:Ua-pop-est2021, Format:Ua-pop-est2013.

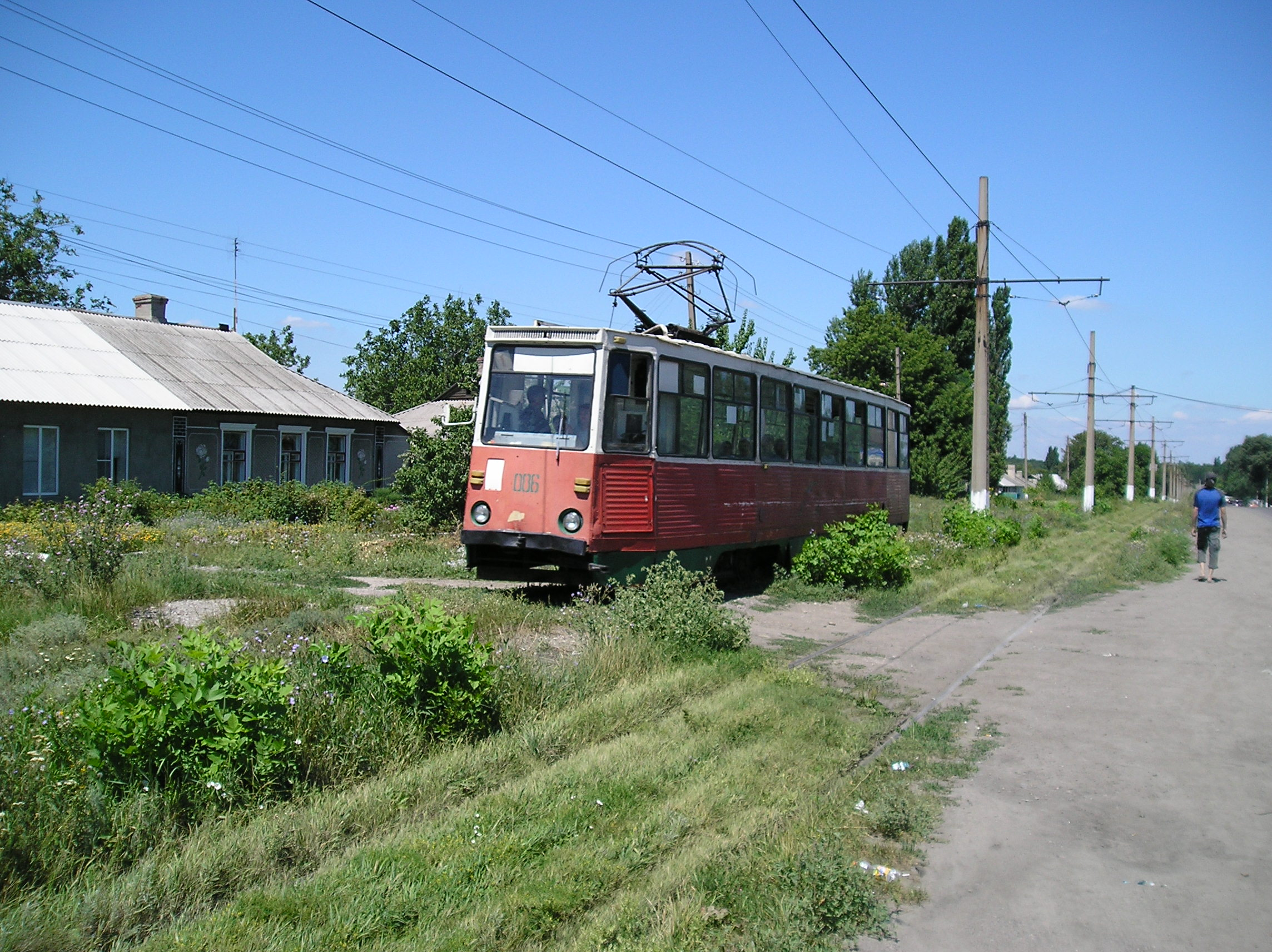
Unic tramvai pe linia Stahanov-Irmino

## Geografie
Irmino aterizează la 55 km de Vest de Luhansk. Face parte din aglomerația Alchevsk-Kadiivka, în Donbass. Este situat pe malul râului Lougan.

## Istorie
Mă duc în satul fost primul Petrovka/Petrivka (în ucraineană Петрівка) fondat în 1808 pe malul drept al Luganului de țărani din regiunea Poltava și redenumit Irminka în 1898, sau Irmino (Ірміно) în jurul anului 1910, după mina de cărbune numită după Irma, fiica proprietarului minei. În 1936, satul a obținut statutul de oraș și și-a asumat numele de Teplohirsk în 1977. Pe 8 iulie 2010 orașul a fost redenumit Irmino.
În Irmino, în mina „Tsentralno-Irmino”, unde lucra din 1927, Alekseï Stakhanov a reușit să extragă 102 tone de cărbune, adică de 14 ori mai mult decât norma, pe noaptea de  30 august pentru 31 august 1935. La acea vreme, satul Irmino depindea de Kadiivka, iar înregistrarea lui Stahanov s-ar fi făcut la mina Tsentralnaya-Irmino din Kadyivka.

## Număr
1808 — 1900 — Petrovka (Petrovka),
1900—1962 — Frate (Irmino),
1977 — 2010 — Teplohirsk (Теплогірсь)

## Oameni
Declinul populației Irmino a fost unul dintre cele mai abrupte orașe din Ucraina de la obținerea independenței în 1991.
Recensăminte (*) sau estimări ale populației:
| An        | 1923 | 1926 | 1939  | 1959  | 1979  | 1989  | 2001  | 2011  | 2012  | 2013  | 2014 | 2015 | 2016 |
| --------- | ---- | ---- | ----- | ----- | ----- | ----- | ----- | ----- | ----- | ----- | ---- | ---- | ---- |
| Populație | 2794 | 5276 | 15327 | 21512 | 19090 | 18549 | 13053 | 10000 | 10200 | 10044 | 9886 | 9764 | 9687 |

## Transport
Irmino se afla la 116 km de Louhansk pe calea ferată și la 75 km pe drum.